# Późne lato
Późne lato – fenologiczna pora roku, przypadająca najczęściej na sierpień i początek września. 
W jej trakcie temperatura nie obniża się poniżej + 2 st. C. Charakterystyczne w tym okresie jest dojrzewanie wczesnych odmian grusz (Pyrus communis), bzu koralowego (Sambucus racemosa) i czarnego (Sambucus nigra), jarzębiny, jeżyn, malin (Rubus) oraz jabłoni (Malus domestica). Owocują też borówki brusznice i czernice. Na spodniej stronie liści paproci znajdują się kupki zarodni np. u narecznicy, podrzenia żebrowca i paprotki zwyczajnej.
Im później, tym więcej można zaobserwować symptomów nadchodzącej jesieni. W lasach można znaleźć pierwsze grzyby: borowiki, gąski, mleczaje. Zaczyna kwitnąć wrzos. Oprócz tego kwitnie coraz mniej kwiatów, również nad zbiornikami wodnymi, gdzie przekwitł już oczeret jeziorny, kosaciec i okrężnica bagienna, goryczka trojeściowa.
Liczniej zaczynają pojawiać się motyle: paź żeglarz, rusałka wierzbowiec i admirał, a w lasach i polanach mieniak tęczowiec. Można zauważyć też wtedy młode pokolenie płazów m.in.: kijanki kumaków kończą swój rozwój, a młode rzekotki wodne opuszczają wodę. Część ptaków szykuje się już do odlotu – swoją wędrówkę zaczynają ciepłolubne gatunki: kukułka, wilga, świstunka, muchołówka żałobna, czapla siwa, w połowie sierpnia – bocian biały wyrusza nad swoje afrykańskie zimowiska. 
W ciągu trwania późnego lata dzień skraca się o 2 godziny. Noce stają się chłodniejsze niż w pełni lata.